# Mário Benvenuti
Mário Begher Benvenuti conhecido como Mário Benvenuti (São Paulo, 6 de julho de 1926 — São Paulo, 13 de novembro de 1993) foi um ator, produtor, cineasta, diretor e roteirista brasileiro.
De ascendência italiana, foi um dos atores preferidos do diretor Walter Hugo Khouri com quem fez cinco filmes: A Ilha, Noite Vazia, O Corpo Ardente e As Deusas.
Na televisão participou de algumas novelas, seriados e teleteatros, sendo a última a novela Pão-Pão, Beijo-Beijo como Guido, o patriarca da família de italianos.
Morreu em um acidente automobilístico aos 67 anos.

## Filmografia

### Cinema
| Ano  | Título                                        | Personagem                    | Notas                            |
| ---- | --------------------------------------------- | ----------------------------- | -------------------------------- |
| 1987 | As Belas da Billings                          | Amigo                         |                                  |
| 1987 | Prisioneiras da Selva Amazônica               | Homem raptado                 |                                  |
| 1984 | S.O.S. Sex-Shop                               | Aristides                     |                                  |
| 1983 | Flor do Desejo                                | Fulam                         |                                  |
| 1982 | Amado Batista em Sol Vermelho                 | Mafioso                       |                                  |
| 1982 | O Fuscão Preto                                | Rui                           |                                  |
| 1982 | Viúvas Eróticas                               | Pedro                         |                                  |
| 1981 | Como Faturar a Mulher do Próximo              | Guedes                        | Segmento: "A Represália"         |
| 1980 | Bordel - Noites Proibidas                     | André                         |                                  |
| 1980 | Os Indecentes                                 | Gino                          |                                  |
| 1979 | Gugu, O Bom de Cama                           | —                             | Diretor e roteirista             |
| 1979 | Mulheres do Cais                              | Mário                         |                                  |
| 1979 | Os Pankekas E o Calhambeque de Ouro           | Mafioso / Presidente do banco |                                  |
| 1978 | Os Melhores Momentos da Pornochanchada        | Ele mesmo                     | Documentário                     |
| 1978 | A Noite dos Duros                             | Gerente do restaurante        |                                  |
| 1977 | Nem As Enfermeiras Escapam                    | Diretor do hospital           |                                  |
| 1976 | As Desquitadas em Lua-de-Mel                  | Emiliano                      |                                  |
| 1976 | As Meninas Querem... Os Coroas Podem          | Tio Tuti                      |                                  |
| 1975 | O Leito da Mulher Amada                       | —                             |                                  |
| 1975 | As Secretárias… Que Fazem de Tudo             | Ângelo                        | Segmento: "Fazer o quê em Paris" |
| 1974 | Adultério, as Regras do Jogo                  | Ricardo                       |                                  |
| 1974 | Macho e Fêmea                                 | Juliano                       |                                  |
| 1974 | O Super Manso                                 | Amaro                         |                                  |
| 1973 | Anjo Loiro                                    | Armando                       |                                  |
| 1973 | Os Garotos Virgens de Ipanema                 | Guido Trombetta               |                                  |
| 1973 | Os Mansos                                     | —                             | Segmento: "A B... de Ouro"       |
| 1972 | Os Machões                                    | Danúbio                       |                                  |
| 1972 | As Deusas                                     | Paulo                         |                                  |
| 1972 | Maridos em Férias, o Mês das Cigarras         | Industrial                    |                                  |
| 1971 | Como Ganhar na Loteria sem Perder a Esportiva | Vendedor                      |                                  |
| 1971 | Roberto Carlos a 300 Quilômetros Por Hora     | Alfredo                       |                                  |
| 1970 | Ascensão e Queda de um Paquera                | François Miranda              |                                  |
| 1970 | Os Maridos Traem… e as Mulheres Subtraem      | Penaforte                     |                                  |
| 1970 | Um Uísque Antes, Um Cigarro Depois            | Carlos                        | Segmento: "Um Uísque Antes"      |
| 1969 | Adultério à Brasileira                        | O funcionário                 | Segmento: "A Receita"            |
| 1969 | As Armas                                      | César                         |                                  |
| 1969 | Viver de Morrer                               | Marcelo                       |                                  |
| 1968 | Até Que o Casamento Nos Separe                | Danilo Ribeiro                |                                  |
| 1967 | A Margem                                      | Louco                         |                                  |
| 1966 | As Cariocas                                   | Primeiro amante               | Segmento: "Segunda História"     |
| 1966 | O Corpo Ardente                               | Eduardo                       |                                  |
| 1964 | Noite Vazia                                   | Luisinho                      |                                  |
| 1963 | Crime no Sacopã                               | Leonardo                      |                                  |
| 1963 | A Ilha                                        | Marcos/Nenê                   | [ 4 ]                            |
| 1961 | Tristeza do Jeca                              | —                             |                                  |
| 1961 | A Moça do Quarto 13                           | Detetive                      |                                  |
| 1961 | Mulheres e Milhões                            | —                             |                                  |
| 1960 | Conceição                                     | Abelardo                      |                                  |
| 1960 | Nudismo Não É Pecado                          | —                             |                                  |
| 1959 | Moral em Concordata                           | —                             |                                  |
| 1957 | Absolutamente Certo                           | Ajudante de Raul              |                                  |
| 1953 | O Homem dos Papagaios                         | Vendedor                      |                                  |

### Na televisão
| Ano  | Título               | Personagem        |
| ---- | -------------------- | ----------------- |
| 1983 | Pão Pão, Beijo Beijo | Guido             |
| 1982 | Pic-nic Classe C     | Vacário           |
| 1977 | Cinderela 77         | Lupércio Baluarte |
| 1975 | Ovelha Negra         | Gabriel           |